# Zhou Zuoren
Compléments
Citation par Simon Leys (Essais sur la Chine p.595) "Tout ce qui peut s'énoncer est dénué d'importance".
Zhou Zuoren (chinois 周作人 ; Wade-Giles Chou Tso-jen), né le 16 janvier 1885 à Shaoxing en Chine et mort le 6 mai 1967 à Pékin, est un essayiste chinois. Il est l'un des principaux représentants du Mouvement de la nouvelle culture dans les années 1920. Il est le frère de l'écrivain Lu Xun.

## Biographie
Zhou Zuoren reçoit une éducation traditionnelle avant d'entrer à l'Académie navale de Jiangnan. Il rejoint ensuite, en 1906, son frère au Japon, pour y poursuivre ses études. Après son retour en Chine, il enseigne à l'université de Pékin, collabore aux revues Nouvelle Jeunesse puis Yu Si. Il s'éloigne par la suite du courant moderniste et défend une conception individualiste de la littérature.
Durant la seconde guerre sino-japonaise (1937-1945), il devient un collaborateur des Japonais, ce qui lui vaut une peine de dix ans de prison à la fin de la guerre. Après 1949, libéré par le régime communiste, il termine sa vie comme traducteur depuis le grec et le japonais. Il a pu être une victime de la terreur rouge des années 1966-1967 : voir Août rouge.

## Liste des œuvres
- Ku cha an xiaohua xuan (Anthologie d'histoires drôles de la chaumière au thé amer), Shanghai, 1933.